# 후허하오터시
후허하오터(중국어: 呼和浩特, 庫庫和屯, 병음: Hūhéhàotè) 또는 후흐허트(몽골어: Хөх хот, ᠬᠥᠬᠡᠬᠣᠲᠠ(Kökeqota), Hohhot)는 16세기에 알탄 칸에 의해서 만들어진 남 몽골의 고도 후허하오터와 인근의 4개의 현, 1개의 기에 의해서 구성된 중화인민공화국의 지급시이며, 내몽골 자치구의 수부(首府)이자 직할시(슈드 하리야 호트, siγd qariya qota)이다. 도시의 이름은 몽골어로 "푸른 도시"를 뜻하며 도시의 대부분은 시의 시구로서 자리잡고 있다. 면적은 17,410km2이며 2020년을 기준으로 인구 344만명이다. 현재의 인구의 대부분은 한족이다.

후허하오터 시

대나라가 이 지역일대에 존재했으며, 북방민족에 대한 방비를 위해 운중군에서 호흐호트시 동부지역에 정양군을 분리신설했다.
후한말기 이민족의 선비족의 성장으로 인해 선비족이 이 지역을 정복하였다. 선비족들 중 탁발선비가 호린게르 현에 있던 성락을 자신들의 근거지로 삼고 다퉁시, 숴저우시일대를 약탈했다.
1565년에 몽골의 투메드 알탄 칸에 의해서, 투메드부의 지배 지역에 유입된 한족 노예 소작농민을 거주시키는 마을로 건설된 중국식의 성곽도시 바이신(大板升)이 후허하오터의 기원이 되었다. 바이신은 중국어 백성의 음역이다. 투메드부 유목 국가의 주요 영주 지배하에 있는 유목민은 지도자 가계의 혼인이나 분가 등의 이유로 분할과 융합이 빈번한 유목 집단 단위의 소속 의식을 강하게 가지며, 본래는 한인식 성의 개념은 가지지 않는다. 그리고 이동식 주거인 유르트에 거주하며 도시 내의 주거용 거주지에서는 거부감을 강하게 느껴 싫어하는 사람이 많다. 한인용 주거지를 위해서 만들어진 도시에 백성의 명칭이 부여된 것은 한족식 성의 개념을 가지지 않는 몽골인에게 부계의 성을 부여하여, 동성의 귀속 의식을 강하게 하고, 도시 정주생활을 좋아하는 한인의 거주지를 가리켰기 때문이다.
1571년에 알탄 칸이 명나라와 강화를 맺고 순의왕의 칭호를 받으면서 국경무역이 인정되자, 명나라가 귀화성이라는 부르는 후허하오터는 중국에서 몽골 고원으로 들어오는 물자의 집적지가 되어 번창했다. 알탄은 만년에 달라이 라마에 귀의해 티베트 불교로 개종했기 때문에, 후허하오터에는 수많은 티베트 불교 사원이 건립되어 오르도스 지방의 정신적 중심지가 되었다.
투메드부는 몽골과 중국 무역의 이권을 독점했기 때문에, 그 정주 거점인 후허하오터는 급속히 발전하지만, 1628년에 차하르의 링단 칸에 빼앗겼다. 게다가 1634년, 링단 칸이 병사하면 만주 민족의 후금이 후허하오터를 점령하고, 내몽고 전역을 지배해 1636년에 국호를 청이라고 고쳤다.
청은 귀화성의 북동쪽 근처에 수원성(綏遠城)를 쌓고, 오르도스 지방의 방위를 담당하는 팔기의 주둔지로 했다. 귀화성과 수원성은 아울러 「귀수」라고 불려 청대 이후, 중앙정부의 직할지로서 내몽고의 정치, 경제, 문화의 중심지가 되었다.
그 후, 1913년에 귀수의 행정체가 귀화현에서 귀수현으로 개명되고, 1950년에 시로 승격하여 후허하오터시가 되었다. 1985년 국무원에 의해 전국역사문화명성으로 지정받았으며, 1992년에는 연변 개방성시로 지정되었다.

## 지리
후허하오터는 내몽골 자치구의 남중부에 위치하며 북쪽으로 다칭 산(大青山), 남쪽으로 허타오 평원에 둘러싸여있다. 후허하오터는 냉대 반건조기후이다. 기후는 반건조하며 겨울은 춥고 여름은 더우며 특히 봄에 바람이 강하다. 겨울 기온은 대개 영하 20도까지 떨어지고 여름 기온은 영상 30도까지 오른다. 후허하오터는 자오허 초원 주변에 있어서 여름에 관광객들에게 인기있는 목적지이다. 최근에 사막화 때문에 거의 해마다 모래폭풍이 찾아온다.
| Hohhot (1971–2000)의 기후                   | Hohhot (1971–2000)의 기후 | Hohhot (1971–2000)의 기후 | Hohhot (1971–2000)의 기후 | Hohhot (1971–2000)의 기후 | Hohhot (1971–2000)의 기후 | Hohhot (1971–2000)의 기후 | Hohhot (1971–2000)의 기후 | Hohhot (1971–2000)의 기후 | Hohhot (1971–2000)의 기후 | Hohhot (1971–2000)의 기후 | Hohhot (1971–2000)의 기후 | Hohhot (1971–2000)의 기후 | Hohhot (1971–2000)의 기후 |
| 월                                          | 1월                       | 2월                       | 3월                       | 4월                       | 5월                       | 6월                       | 7월                       | 8월                       | 9월                       | 10월                      | 11월                      | 12월                      | 연간                      |
| ------------------------------------------- | ------------------------- | ------------------------- | ------------------------- | ------------------------- | ------------------------- | ------------------------- | ------------------------- | ------------------------- | ------------------------- | ------------------------- | ------------------------- | ------------------------- | ------------------------- |
| 역대 최고 기온 °C (°F)                      | 8.0 (46.4)                | 17.0 (62.6)               | 19.4 (66.9)               | 33.4 (92.1)               | 35.0 (95.0)               | 35.7 (96.3)               | 38.5 (101.3)              | 36.8 (98.2)               | 32.4 (90.3)               | 26.5 (79.7)               | 20.4 (68.7)               | 11.6 (52.9)               | 38.9 (102.0)              |
| 일평균 최고 기온 °C (°F)                    | −5 (23)                   | −0.4 (31.3)               | 7.0 (44.6)                | 16.3 (61.3)               | 23.2 (73.8)               | 27.3 (81.1)               | 28.5 (83.3)               | 26.4 (79.5)               | 21.2 (70.2)               | 14.1 (57.4)               | 4.4 (39.9)                | −3.2 (26.2)               | 13.3 (55.9)               |
| 일일 평균 기온 °C (°F)                      | −11.6 (11.1)              | −7.2 (19.0)               | 0.3 (32.5)                | 9.0 (48.2)                | 16.1 (61.0)               | 20.7 (69.3)               | 22.6 (72.7)               | 20.6 (69.1)               | 14.6 (58.3)               | 7.0 (44.6)                | −2.1 (28.2)               | −9.4 (15.1)               | 6.7 (44.1)                |
| 일평균 최저 기온 °C (°F)                    | −16.8 (1.8)               | −12.8 (9.0)               | −5.5 (22.1)               | 1.6 (34.9)                | 8.2 (46.8)                | 13.3 (55.9)               | 16.4 (61.5)               | 14.8 (58.6)               | 8.3 (46.9)                | 1.0 (33.8)                | −7 (19)                   | −14.2 (6.4)               | 0.6 (33.1)                |
| 역대 최저 기온 °C (°F)                      | −30.5 (−22.9)             | −29.4 (−20.9)             | −19.4 (−2.9)              | −11.5 (11.3)              | −3.5 (25.7)               | 2.3 (36.1)                | 8.3 (46.9)                | 4.6 (40.3)                | −2.0 (28.4)               | −10.1 (13.8)              | −20.2 (−4.4)              | −26.4 (−15.5)             | −32.8 (−27.0)             |
| 평균 강수량 mm (인치)                       | 2.6 (0.10)                | 5.2 (0.20)                | 10.2 (0.40)               | 13.5 (0.53)               | 27.6 (1.09)               | 47.2 (1.86)               | 106.5 (4.19)              | 109.1 (4.30)              | 47.4 (1.87)               | 20.7 (0.81)               | 6.2 (0.24)                | 1.8 (0.07)                | 398.0 (15.67)             |
| 평균 강수일수 (≥ 0.1 mm)                    | 2.5                       | 2.8                       | 3.4                       | 3.7                       | 6.0                       | 8.9                       | 12.9                      | 12.7                      | 8.3                       | 4.5                       | 2.4                       | 1.8                       | 69.9                      |
| 평균 상대 습도 (%)                          | 58                        | 52                        | 46                        | 37                        | 39                        | 47                        | 61                        | 66                        | 62                        | 59                        | 59                        | 59                        | 54                        |
| 평균 월간 일조시간                          | 180.7                     | 198.3                     | 245.5                     | 268.6                     | 294.5                     | 291.3                     | 264.9                     | 255.2                     | 252.1                     | 244.8                     | 195.3                     | 171.0                     | 2,862.2                   |
| 가능 일조율                                 | 61                        | 66                        | 67                        | 68                        | 66                        | 65                        | 58                        | 60                        | 68                        | 71                        | 66                        | 60                        | 65                        |
| 출처 1: China Meteorological Administration |                           |                           |                           |                           |                           |                           |                           |                           |                           |                           |                           |                           |                           |
| 출처 2: Weather China                       |                           |                           |                           |                           |                           |                           |                           |                           |                           |                           |                           |                           |                           |

## 행정 구역

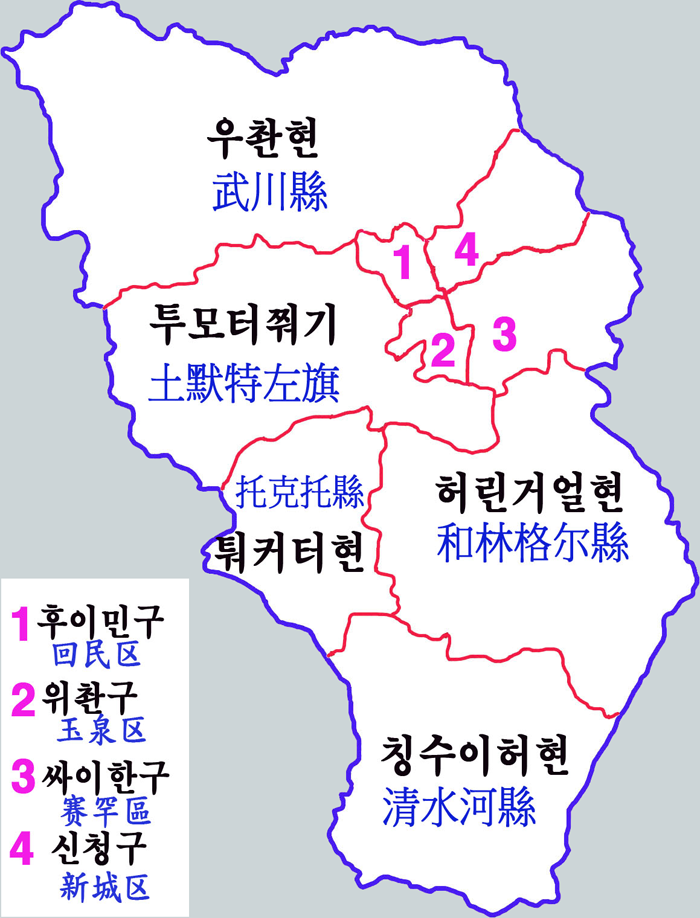
후허하오터 현급구역

4개의 시할구, 4개의 현, 1개의 기를 관할한다.
| 한글        | 한자       | 면적(km2) | 인구(명) |
| ----------- | ---------- | --------- | -------- |
| 시할구      |            |           |          |
| 후이민 구   | 回民区     | 175       | 30만     |
| 위취안 구   | 玉泉区     | 258       | 27만     |
| 싸이한 구   | 赛罕區     | 1013      | 36만     |
| 신청 구     | 新城区     | 699.6     | 41만     |
| 현          |            |           |          |
| 퉈커퉈 현   | 托克托縣   | 1416.8    | 19.5만   |
| 칭수이허 현 | 清水河縣   | 2859      | 14만     |
| 우촨 현     | 武川縣     | 4885      | 17만     |
| 허린거얼 현 | 和林格尔縣 | 2401      | 19만     |
| 기          |            |           |          |
| 투모터 좌기 | 土默特左旗 | 2712      | 35만     |

## 주민
2005년에 도시의 주민등록인구의 87.3%가 한족이었고 9.6%가 몽골족, 1.6%가 후이족, 1.2%가 조선족, 위구르족을 포함한 기타 민족이다. 후허하오터의 한족들 거의 대부분은 산시성 (섬서성)에서 온 사람들의 후손으로 몇 세기 전부터 이곳에 정착하기 시작했고 1949년에 중화인민공화국이 성립된 이후에 정부의 국경 지방 개발 장려책에 따라 둥베이와 허베이성에서 이주해온 사람들도 있다. 도시 사회의 주류로 통합됨에 따라 대부분의 몽골족은 표준 만다린어를 유창하게 구사한다. 인구의 상당 수는 민족의 혼혈이 이루어졌다.

## 교통

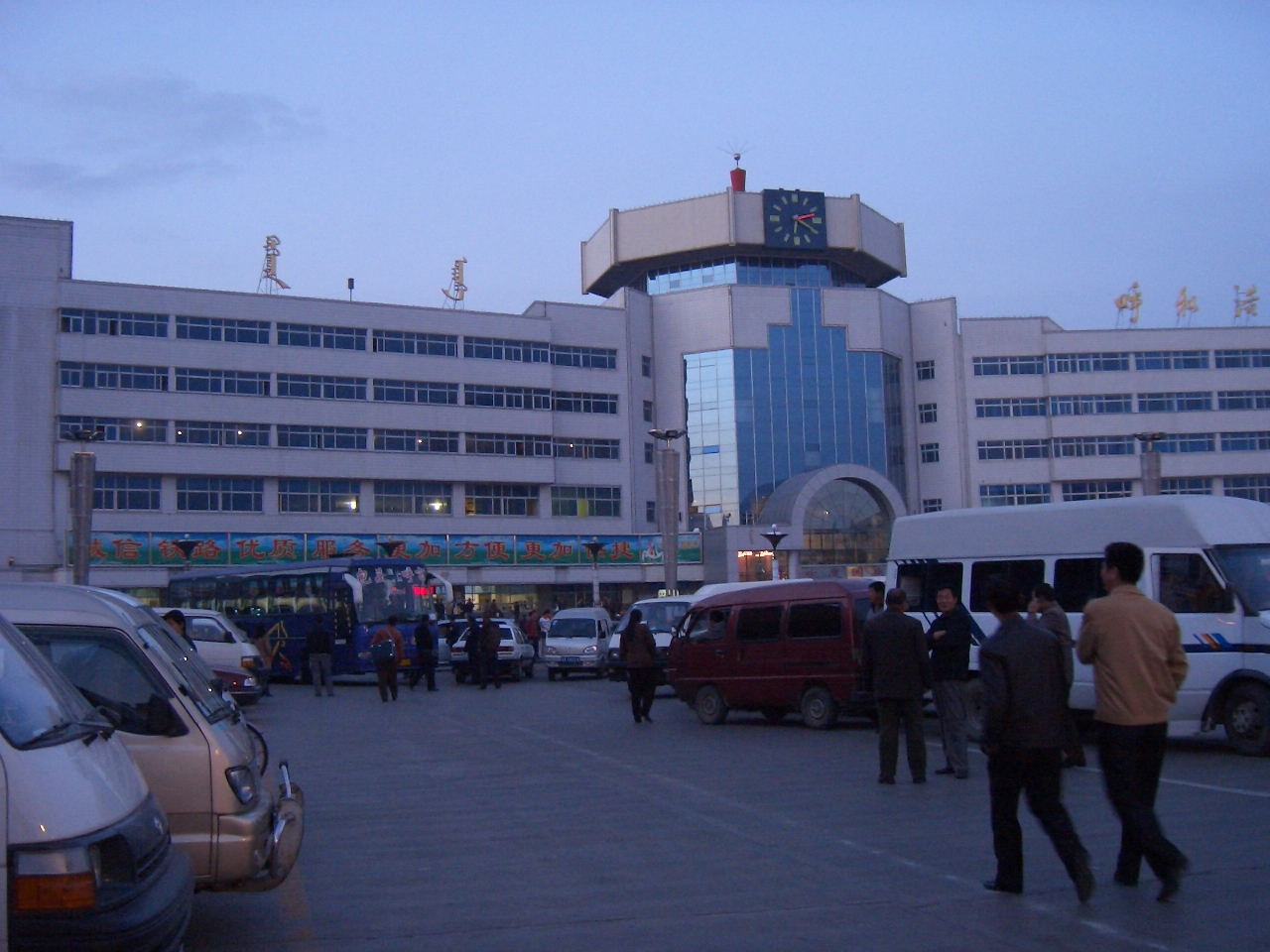
후허하오터 역

후허하오터에는 베이징부터 바오터우까지의 징바오 철로가 놓여있다. 베이징까지의 열차는 중국 남부 및 만주의 목적지로 연결된다. 서쪽으로의 열차는 바오터우와 란저우를 통과한다. 또한 내몽골의 대부분 도시 및 울란바타르로 연결되는 철도가 있다.
후허하오터 바이타 국제공항은 도시 중심가에서 차로 30분 거리에 있다. 베이징, 상하이, 선전, 청두, 톈진, 우한, 홍콩 및 몽골 울란바타르로 가는 직항 노선이 있다.
2019년 12월 29일에는 후허하오터 지하철이 개업했다.

## 자매 도시
- 일본 오카자키시
- 미국 로스앤젤레스군
- 러시아 울란우데
- 몽골 울란바타르